# Casa Solvay

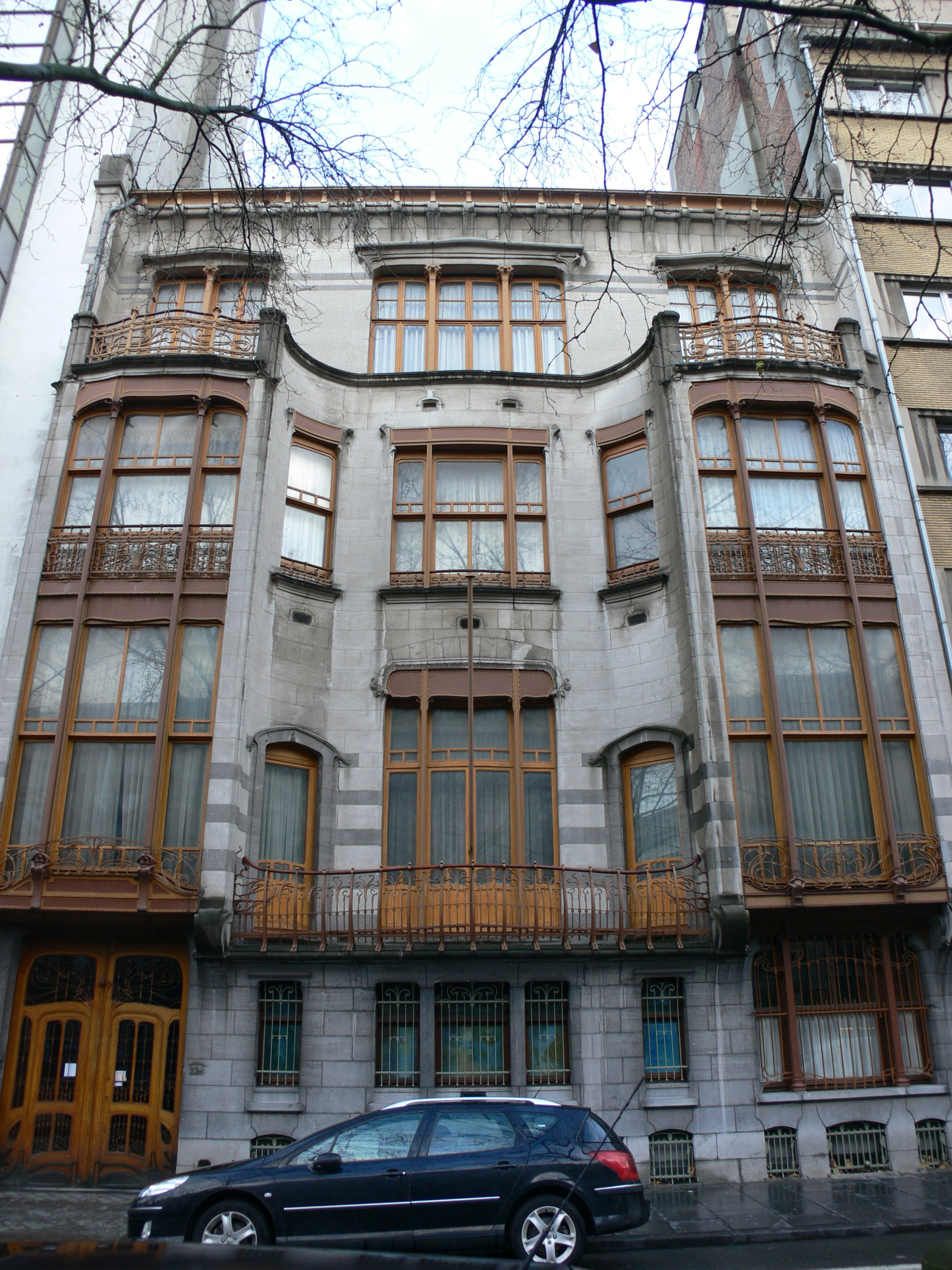
Victor Horta, Casa Solvay, 1895-1903, Bruxelas.

A Casa Solvay é uma mansão, no estilo Art Nouveau, projetada por Victor Horta, na Avenida Louise, em Bruxelas, Bélgica. A casa foi encomendada por Armand Solvay, filho do químico e industrial belga Ernest Solvay, uma famíla bem abastada. Graças a fortuna da família, Horta pôde gastar bastante com materiais preciosos e detalhes mais caros e bem elaborados. Horta projetou todo e cada detalhe; móveis, carpetes, iluminação, as mesas e até mesmo a campainha. Utilizou materiais caros como mármore, ônix, bronze, madeiras tropicais e outros mais. Para a decoração da escada, Horta teve a cooperação do pintor pontilhista belga Théo van Rysselberghe.
A Casa Solvay e a maioria do seu interior permanecem intactos graças à Família Wittamer. Eles adquiriram a casa na década de 1950 e fizeram o máximo para preservar e restaurar este trabalho magnífico. A casa ainda é propriedade privada e pode ser visitada somente com hora marcada e condições bastante estritas.
Junto com mais três obras de Horta, foi denominada Patrimônio Mundial da UNESCO em 2000

## Coordenadas
50° 49′ 34,75″ N, 4° 21′ 55″ L